# Gabriel Henrique
Pour les articles homonymes, voir Henrique.
 (août 2024).
La mise en forme du texte ne suit pas les recommandations de Wikipédia : il faut le « wikifier ».
Les points d'amélioration suivants sont les cas les plus fréquents. Le détail des points à revoir est peut-être précisé sur la page de discussion.
- Les titres sont pré-formatés par le logiciel. Ils ne sont ni en capitales, ni en gras.
- Le texte ne doit pas être écrit en capitales (les noms de famille non plus), ni en gras, ni en italique, ni en « petit »…
- Le gras n'est utilisé que pour surligner le titre de l'article dans l'introduction, une seule fois.
- L'italique est rarement utilisé : mots en langue étrangère, titres d'œuvres, noms de bateaux, etc.
- Les citations ne sont pas en italique mais en corps de texte normal. Elles sont entourées par des guillemets français : « et ».
- Les listes à puces sont à éviter, des paragraphes rédigés étant largement préférés. Les tableaux sont à réserver à la présentation de données structurées (résultats, etc.).
- Les appels de note de bas de page (petits chiffres en exposant, introduits par l'outil «  Source ») sont à placer entre la fin de phrase et le point final[comme ça].
- Les liens internes (vers d'autres articles de Wikipédia) sont à choisir avec parcimonie. Créez des liens vers des articles approfondissant le sujet. Les termes génériques sans rapport avec le sujet sont à éviter, ainsi que les répétitions de liens vers un même terme.
- Les liens externes sont à placer uniquement dans une section « Liens externes », à la fin de l'article. Ces liens sont à choisir avec parcimonie suivant les règles définies. Si un lien sert de source à l'article, son insertion dans le texte est à faire par les notes de bas de page.
- La présentation des références doit suivre les conventions bibliographiques. Il est recommandé d'utiliser les modèles {{Ouvrage}}, {{Chapitre}}, {{Article}}, {{Lien web}} et/ou {{Bibliographie}}. Le mode d'édition visuel peut mettre en forme automatiquement les références.
- Insérer une infobox (cadre d'informations à droite) n'est pas obligatoire pour parachever la mise en page.

Pour une aide détaillée, merci de consulter Aide:Wikification.
Si vous pensez que ces points ont été résolus, vous pouvez retirer ce bandeau et améliorer la mise en forme d'un autre article.
Gabriel Henrique ( Belo Horizonte, 7 janvier 1996  ) est un chanteur et interprète brésilien. Il a acquis une renommée mondiale en participant à l' émission américaine America's Got Talent.
Gabriel a commencé à chanter à la maison à l'âge de 3 ans. Enfant, il a participé à des programmes télévisuels brésiliens tels que : Raul Gil et Xuxa. Mais ce n'est qu'à l'âge adulte qu'il se fait connaître grâce au réseau social YouTube, où il commence à enregistrer des vidéos où il interprète des chansons de chanteurs tels que Whitney Houston, Mariah Carey, Bruno Mars et aussi des artistes de musique gospel brésiliens, comme Anderson Freire, Aline Barros, entre autres.
En 2008, Gabriel a participé au DVD "Para Adorar ao Senhor" du groupe d'enfants Crianças Diante do Trono, en chantant la chanson "A Vitória da Cruz".
Tout au long de sa vie, Gabriel Henrique s'est produit dans des églises et lors d'événements avec son groupe composé de son père Lúcio (guitare/guitare), de son frère Raphael (basse) et de son ami Fabrício (batterie).

## Participation à l'émissionde téléréalité "America's Got Talent"
En 2022, l'équipe de production de téléréalité "America's Got Talent" a envoyé un message à Gabriel pour avoir sa présence dans un épisode de l'émission. Dans un premier temps, il n'a pas accepté l'invitation, car ne parlant pas couramment l'anglais, il était gêné de se présenter, et aussi en raison de sa timidité. En 2023, il décide d’accepter l’invitation sur l’insistance de sa mère, qui parvient à faire participer le chanteur. L'épisode diffusé le 1er août 2023 a été enregistré en avril 2023. Gabriel, ne parlant pas encore couramment l'anglais, s'est adressé aux jurés avec l'aide d'un interprète.

## Voix
Gabriel possède la tessiture vocale d'un ténor leggero, car il peut exécuter un registre de sifflet, une technique vocale connue de la chanteuse américaine Mariah Carey, célèbre depuis les années 90 pour interpréter ces registres.

## Albums et singles
1. Adoration sans limites (album)
2. Mon histoire (album)
3. Gabriel Henrique et Rhythm&Truth (album)
4. Je me rends à toi feat. Davi Sacer (single)
5. Je n'irai pas (single)